# Klina (miasto)
Klina (serb. - cyrylica Клина, alb. Klinë) – miasto w środkowym Kosowie; w regionie Peć; nad rzeką Drenicą, 12,1 tys. mieszkańców (2005). Burmistrzem miasta jest Prekë Gjeta.